# Ostkreuz
Ostkreuz, tysk film från 1991.

## Handling
Elfie har tillsammans med sin mor flytt från Östberlin, och lever i ett flyktingläger, där hon blir kär i småtjuven Darius, som drar in henne i sina svartabörsaffärer.

## Rollista (i urval)
- Mirosław Baka – Darius
- Laura Tonke – Elfie
- Steffan Cammann – Edmund
- Henry Marankowski – Henry
- Suzanne von Borsody – Mutter